# Luciana França
Luciana França (* 19. Mai 1977) ist eine brasilianische Hürdenläuferin, die sich auf die 400-Meter-Distanz spezialisiert hat.
Bei den Leichtathletik-Südamerikameisterschaften gewann sie 1999 in Bogotá Silber, 2001 in Manaus Bronze und 2007 in São Paulo Silber.
2009 wurde ihr die Silbermedaille bei den Südamerikameisterschaften in Lima aberkannt, nachdem eine kurz zuvor durchgeführte Dopingkontrolle ein positives Ergebnis für Erythropoetin (EPO) ergeben hatte. Wegen dieses Verstoßes gegen die Dopingbestimmungen wurde eine zweijährige Sperre verhängt.

## Persönliche Bestzeiten
- 400 m Hürden: 55,90 s, 7. Juni 2009, Rio de Janeiro
- 800 m: 2:04,08 min, 10. Mai 2009, Fortaleza